# 心湊一希
心湊 一希（みなと いつき、1982年8月29日 - ）は、日本のホスト、実業家、慈善活動家。ホストクラブのブランド『L's collection (エルコレ)』のプロデューサーとして複数の店舗をプロデュースしている。源氏名である心湊一希のほか「軍神」とも呼ばれる。千葉県出身。血液型はA型。

## 来歴

### 幼少期
1982年8月29日、千葉県にて32歳の母と22歳の父との間に生まれる。実の父親は、心湊が生まれたと同時に失踪。その後、祖父母の家に預けられるも、4歳のときに祖父母が死去。その後母とともに東京へ出る。
東京での生活は、母親が銀座でホステスの仕事に従事していたことにより、託児所に預けられる生活が続いていた。5歳の時に母親がフィリピン人男性と再婚したが、後に再婚相手が麻薬の売人であり覚醒剤中毒者だったことが発覚する。継父は心湊の母の貯金を頼り仕事をやめ、家とパチンコ店を往復するようになった。その後当てにしていた貯金がなくなると、心湊に八つ当たりをするようになり、継父から虐待を受ける日々が続いた。
再婚の翌年である1988年に、継父の親戚の筋で一時フィリピンのスモーキーマウンテンに預けられる。当時スラム化が進んでいたスモーキーマウンテンでは同居していた同世代の子供が射殺されるような光景も目撃し、劣悪な居住環境で過ごす。小学1年生の終わり頃に日本に帰国するも、貧乏により住んでいた団地の無風呂状態をきっかけにいじめに遭う。小学5年生のとき、母親がパチンコで作った多額の借金により、公園での一週間のホームレス生活を余儀なくされた。小学6年生のとき、「自分は臭いうえに喋りもしない、周りにとって害でしかない」と考え、ムードメーカー的に振舞うようになる。この変化がきっかけとなり、自身の性格や周囲との関係性は変化していった。

### 社会人からホストへ
高校卒業後は専門学校に進学し、株式投資を初め元手数万円から3億円以上を稼ぐもFXに投入し全額失うだけでなく、友人や交際相手も心湊のもとを離れていった。
専門学校卒業後は営業職を希望し、24歳から4年間で大手引っ越し会社，商社，不動産業でのサラリーマン生活を経験した。営業での好成績も奏しその後、IT系、内装関係、物流系の会社を立ち上げた。起業からおよそ3年が経過した後、新たなことを始めたいと考えていた心湊は、ホストという職業に魅力を感じ、34歳という年齢で飲酒ができないことがハードルとなりながらも、11店舗目の面接でようやく入店が決まりホストに転身した。
ホスト1年目にして年間売上1億円を叩き出したのを皮切りに、その後3年連続1億円を超え、月間最高売上高4200万円を記録し、キャリア2年目で代表に就任した。3年目で「Club Latte」に移籍後、自己最高の月間5500万円を達成し、プレイヤーを引退した。引退後、2021年から「Club Latte」も含まれるブランド「L's collection」のプロデューサーに就任した。

### 現在
2022年3月からは未経験者を多く集めたホスト養成所的な店舗「Lillion」のトータルプロデューサーとして活躍し、この頃から「軍神」の異名を取るようになった。
同年8月15日から、心湊がホストクラブの経営やホストたちを教育する姿に密着取材したYouTubeチャンネル「エルコレ〜歌舞伎超TV〜」が始まった。積極的なSNS活用などメディア露出戦略を取り、2023年からABEMA『愛のハイエナ』の企画『山本裕典、ホストになる』にて俳優の山本裕典を「Lillion」のキャストとして指導し始める。これは人気企画となり、『愛のハイエナ2』において続編である『大阪編』も配信された。さらに続編の『Lillion2号店編』も計画されている。

## 人物

### 自身
- 自身の幼少期の体験・FXでの失敗から、人の価値は金で決まるのではなく、人にどのような価値を与えられるかが重要だと認識し「利他的であれ」という信条を最も大切にしている[15]。
- 壮絶な幼少期を送るものの小学校・中学校時代は皆勤賞であった[6]。
- 2040年までに現存する仕事の80%が消滅し、49%の人々が職を失うという予測がある中、ホスト業は AI によって代替されにくい職業の一つであるとことがホストという仕事に興味を持ったきっかけであると考えている[6]。
- ホストクラブをプロデュースしているが、ホスト業界における旧来の営業手法に異を唱え、女性やホストクラブグループでの搾取構造や結婚営業、DVなどの暴力行為の停止を訴えている[6]。
- 資格として宅地建物取引士、FPの資格を保有している[動画 2][6]。
- ホスト業界のイメージ改善と質の向上を目指し、軍神合宿等ホストへの教育に力を入れている[2]。
- 「軍神」という名前は漫画『キングダム』に登場する軍隊を率いる将軍である王騎をイメージしている[2][18]。

### 家族
- 高校時代、継父が麻薬の売人であることが発覚。さらに、幼少期心湊がフィリピンに預けられ、継父の麻薬取引の人質として利用されていたことを知る。その後心湊が警察に通報したことで継父が逮捕され、フィリピンに強制送還された[動画 1]。
- 同時期、母親に「一人で暮らししてください」という置き手紙を残されて置き去りにされた。

### 慈善活動
- 幼少期から高校時代にかけ非常に貧しい状況の中、国からの支援を受けながらなんとか生活を続けることができた経験から、何かしら社会貢献を行いたいという信念がある[動画 1]。
- ホスト業界で働いているということから業界に対する偏見により寄付先に拒否されるという経験もありつつも自身のホストクラブで定期的にチャリティイベントを開催し、イベントでの売上を被災地や障碍者施設へ寄付するなどの社会貢献活動を行っている[動画 1]。

## 軍神合宿
自身がプロデュースしているホストクラブにおいて売上の上がらないホストに対して主に心湊の家で合宿を行い、厳しくも理に叶った指導方法で徹底的にノウハウを伝える。

### 特徴
軍神合宿の主な特徴は、小学生や中学生向けの国語ドリルを用いてコミュニケーション能力の向上を図る点にある。心湊は、多くの新人ホストがコミュニケーションの第一段階である「読解力」に問題があると指摘し、この能力を高めることが売上向上につながると主張している。

### 内容
会話には読解、思考、伝達というプロセスがあり、最初の「読解」でつまずくと会話は成り立たないと心湊は説き、ホストにむけた合宿では小学校レベルの国語ドリルを解かせて読解を学び直させる、日本経済新聞を読ませて内容を要約させる、クロスワードを解かせて語彙力を補わせるなどの指導を施す。

### 効果
合宿に参加した新人ホストたちの多くは、顧客の気持ちをより深く理解できるようになったと報告している。具体的な成果として、参加者の月間売上が約100万円増加したケースが確認されている。

### 社会的反響
この独特な教育方法は、ホスト業界に限らず一般社会人にも応用可能であると評価された。SNSやYouTubeのコメント欄では、「どの仕事でも言える大事なこと」という意見が多く見られ、軍神合宿の社会人のコミュニケーション能力向上に対する関心の高さを示している。

## 出演

### ウェブテレビ
- 愛のハイエナ（2023年7月 - 11月、ABEMA）
  - 特番。
  - レギュラー版 #1、#4、#6、#7、#10、#11、#13。
- 愛のハイエナ2（2024年3月 - 6月、ABEMA）
  - #1、#3、#5、#7、#9、#11、#12。
  - 特別編 #1、#2、#3。
  - さらば青春の光Official YouTube Channelとのコラボ企画『【ひょうろくホストデビュー】第 2 の山本裕典オーディション』。

### 動画
1. 1 2 3 4 5 6 7  エルコレ〜歌舞伎超TV〜『【衝撃告白】悲惨な幼少期を経験した軍神が語るチャリティーへの想い』（YouTube）、2023年6月30日。2024年6月16日閲覧。
2. ↑  エルコレ〜歌舞伎超TV〜 (2023-06-14), 【被害額○○万円】ホストクラブから金を騙し取った詐欺ホストを確保！ 2024年6月28日閲覧。
3. 1 2 3 4  エルコレ〜歌舞伎超TV〜『【国語ドリル】これだけで月間100万UP！鬼才のプロデュース術』（YouTube）、2022年11月30日。2024年6月16日閲覧。